# اولیور بلدین
اولیور بلدین (انگلیسی: Oliver Bleddyn؛ زادهٔ ۲۷ ژانویهٔ ۲۰۰۲) دوچرخه‌سوار پیست اهل استرالیا است.
وی در مسابقات کشوری و بین‌المللی در مجموع برندهٔ ۱ مدال طلا شده است.